# Monocelis durhami
Monocelis durhami är en plattmaskart som beskrevs av Libbie Henrietta Hyman 1964. Monocelis durhami ingår i släktet Monocelis och familjen Monocelididae. Inga underarter finns listade i Catalogue of Life.